# رژیم غذایی قلیایی

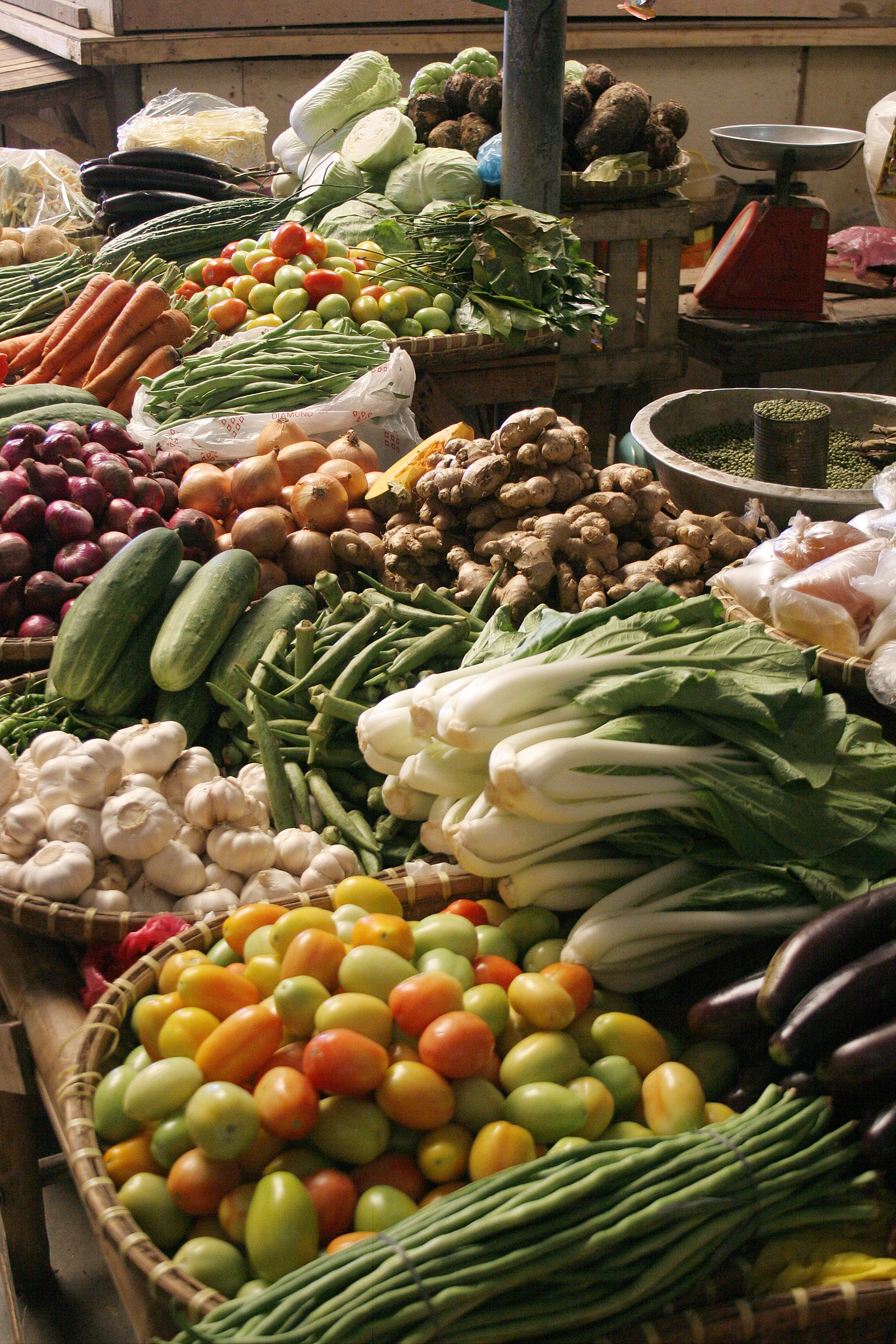
میوه‌ها و سبزیجات از ارکان اصلی رژیم غذایی قلیایی هستند.

رژیم قلیایی که به عنوان رژیم خاکستر قلیایی یا رژیم اسید قلیایی نیز شناخته می‌شود، می‌تواند به کاهش وزن و جلوگیری از مشکلاتی مانند آرتروز و سرطان کمک کند. این تئوری بیانگر این مسئله است که بعضی غذاها مانند گوشت، گندم، شکر تصفیه شده و غذاهای فرآوری شده باعث می‌شوند بدن اسید تولید کند که این مسئله برای سلامتی مضر است. از سوی دیگر، خوردن غذاهای خاصی که باعث می‌شود بدن بیشتر قلیایی شود می‌تواند در برابر چنین شرایطی محافظت نماید.
در این رژیم بیشتر میوه‌ها و سبزیها، سویا، دانه‌ها و بنشن غذاهایی هستند که میزان قلیا را افزایش می‌دهند. لبنیات، تخم‌مرغ، گوشت، بیشتر حبوبات و غذاهای فرآوری شده مانند کنسروها و اسنک‌های بسته‌بندی‌شده و غذاهای آماده، از نوع غذاهای اسیدی بوده و خوردن آن مجاز نیست.

## مواد غذایی قلیایی‌کننده
بسیارند خوراکی‌هایی که خاصیت قلیایی دارند، اما باعث اسیدی شدن خون می‌شوند؛ مانند قهوه و بسیارند خوراکی‌هایی که خاصیت اسیدی دارند، اما باعث قلیایی شدن خون می‌شوند؛ مانند اندکی لیمو ترش.